# Даніель Зеннерт
Даніель Зеннерт (нім. Daniel Sennert, 25 листопада 1572, Бреслау — 21 липня 1637, Віттенберг) — німецький філософ і лікар. Зробив внесок до відродження атомізму, одним із перших спробував застосувати атомічну теорію до хімічних явищ. Був професором медицини у Віттенберзькому університеті.

## Біографія
Даніель Зеннерт народився 1572 року у місті Бреслау, що тоді входило до володінь Габсбурзької монархії. Його батько, Ніколас Зеннерт, був шевцем з сілезького містечка Лень. Йому було 67 років, коли народився Даніель.
Після навчання у школі в рідному Бреслау, у 1593 році Зеннерт вступив до Вітенберзького університету, який закінчив у 1598 році, отримавши ступінь магістра. Потім протягом трьох років вивчав медицину в Лейпцигу, Єні та Франкфурті. Після медичної практики короткий час залишався в університеті Базеля, потім перейшов до Віттенберзького університету, де отримав ступінь доктора медицини і працював все життя. Він шість разів призначався деканом медичного факультету впродовж роботи в університеті.
Зеннерт був особистим лікарем курфюрста Саксонії Йоганна Георга. Ймовірно, він надавав медичне обслуговування широкому колу аристократів і правителів.

## Філософські погляди
Ще до французького філософа П'єра Гассенді Зеннерт став прибічником античної атомістики. У працях Зеннерта говорится про прості атоми (елементи) і елементи другого порядку, що є прообразом молекули. Це було важливе нововведення у корпускулярну теорію, у старому вченні про атоми молекулам не було місця. За Зеннертом, атоми, наприклад, золота, розчинені у якій-небудь кислоті, при сублімації зберігають свою індивідуальність і тому можуть бути витягнені зі з'єднань.

## Виноски
1. 1 2 3 4  Deutsche Nationalbibliothek Record #117478091 // Gemeinsame Normdatei — 2012—2016.
2. 1 2  Bibliothèque nationale de France BNF: платформа відкритих даних — 2011.
3. 1 2  Математичний генеалогічний проєкт — 1997.
4. 1 2 3 4  Richard S. Westfall. Sennert, Daniel. The Galileo Project. Rice University. Архів оригіналу за 3 березня 2016. Процитовано жовтень 2016. (англ.)